# Bánh canh cá lóc

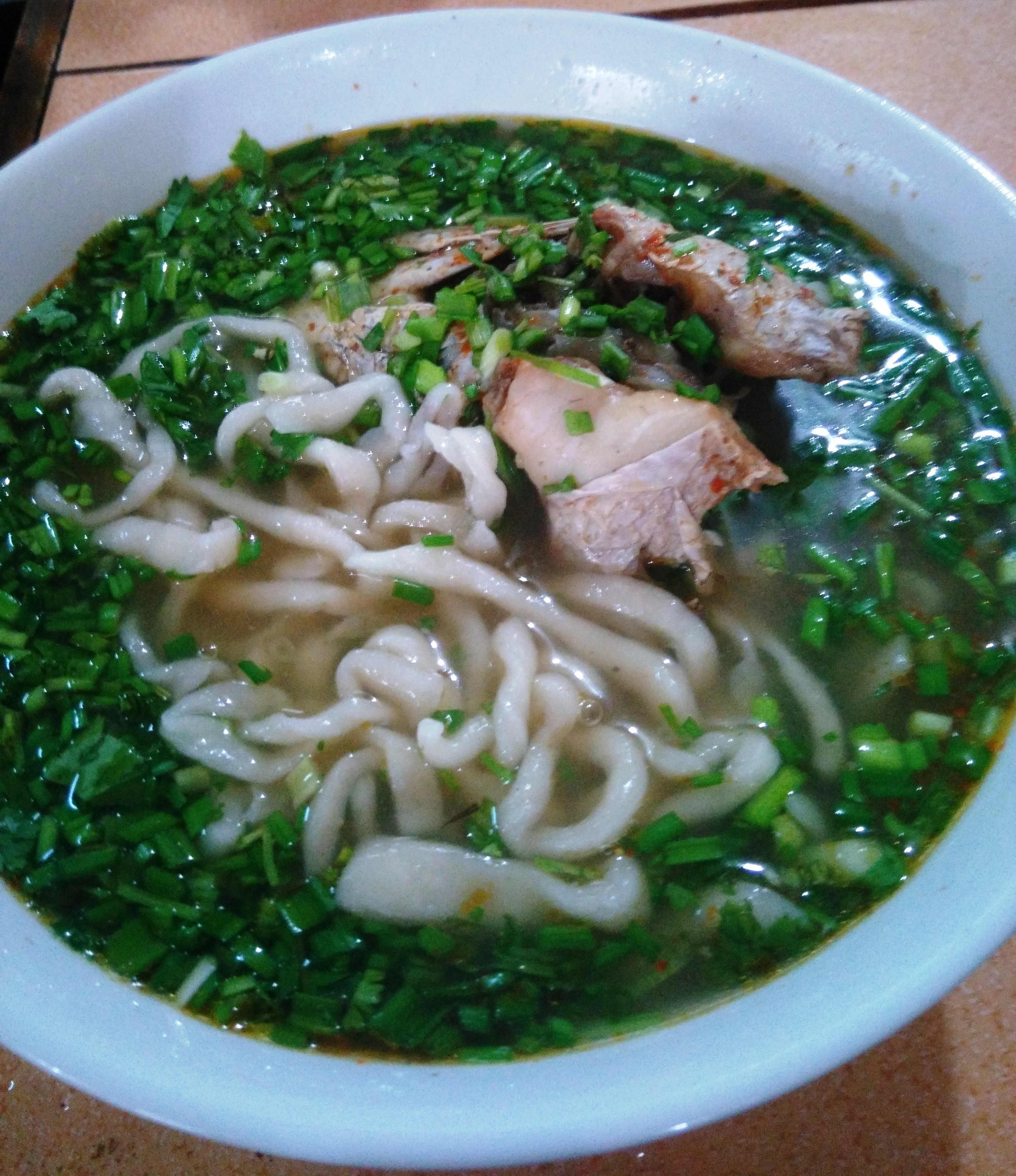
Một tô cháo cá tại Đông Hà, Quảng Trị, ở miền Trung, sợi bánh canh được làm bằng bột mì

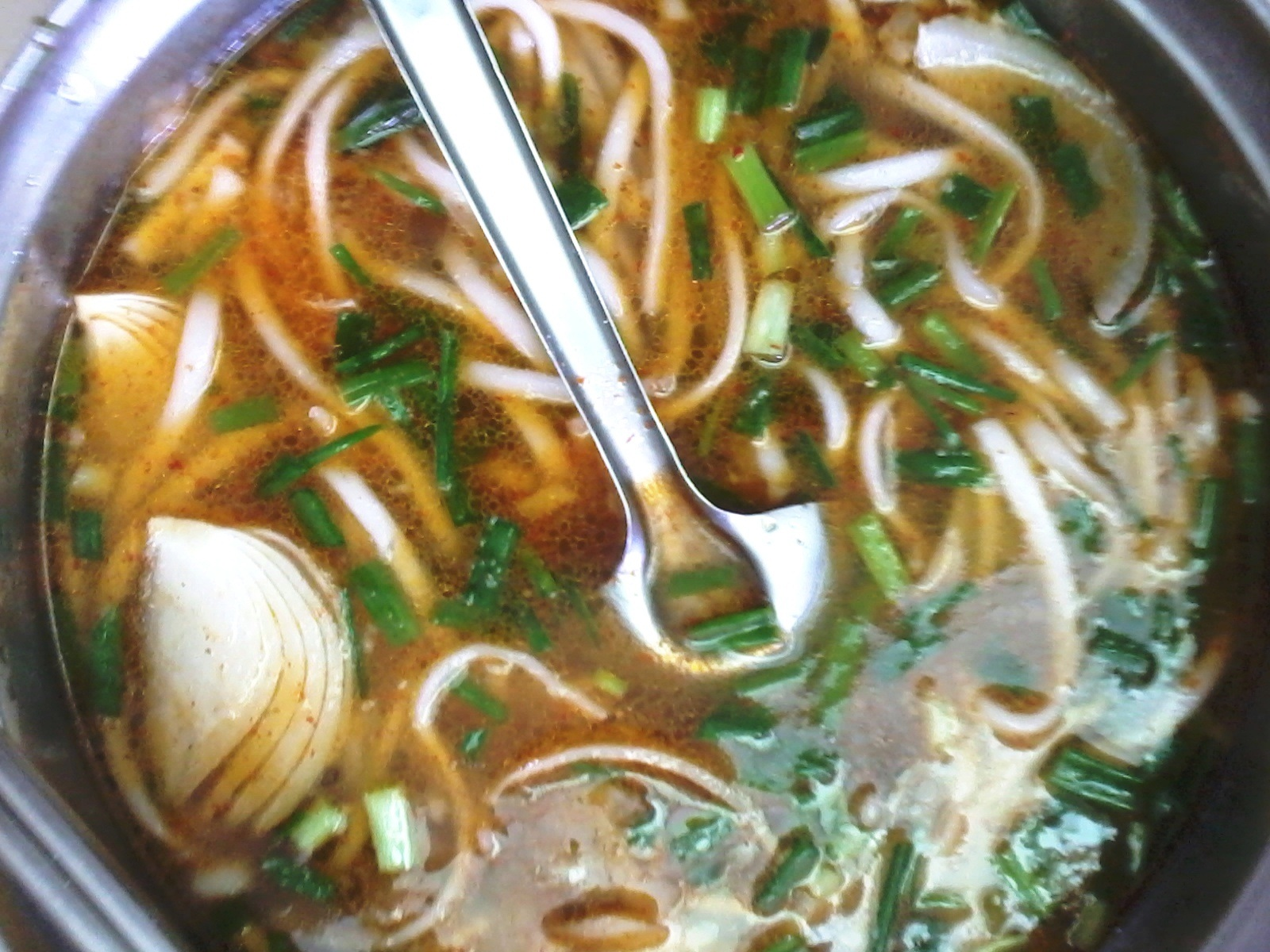
Một tô bánh canh cá lóc tại Thành phố Hồ Chí Minh, sợi bánh canh được làm bằng bột gạo

Bánh canh cá lóc là món bánh canh với cá lóc (cá tràu), đây một trong những món ăn phổ biến ở khu vực Bình Trị Thiên, được nhiều người ưa chuộng. Bánh canh cá lóc không chỉ được xem là món ăn dân dã trên các quán xá, hè phố, mà trở thành một đặc sản của vùng đất nắng gió. Khi du nhập vào Sài Gòn thì có một số thay đổi, tuy nhiên cốt lõi của mùi vị vẫn mang đậm chất miền Trung.

## Tổng quan
Bánh canh cá lóc là một trong những món ăn phổ biến nhất ở khu vực Bình Trị Thiên, được rất nhiều người ưa chuộng. Bánh canh cá lóc không chỉ được xem là món ăn dân dã trên các quán xá, hè phố, mà trở thành một đặc sản của vùng đất nắng gió. Món bánh canh cá lóc có thành phần khá đơn giản, bao gồm sợi bánh canh làm từ bột gạo và thịt cá lóc đồng. Thế nhưng, việc chế biến một tô bánh canh đúng chất vẫn đòi hỏi nhiều về sự tỉ mẩn, công phu của người làm.
Bánh canh cá lóc hấp dẫn người ăn vì cách chế biến công phu và hương vị đặc biệt của nó. Nguyên liệu chính để làm bánh canh là bột gạo. Gạo ngâm đủ độ mới xay, sau đó sú bột và đưa vào cối giã như giã giò. Người ta giã bột tới hai ba giờ sáng, giã cho tới lúc "bột chín", tức là bột chặt, dai mà không dính tay, khi nấu nước vẫn trong, không bột nhão. Cá lóc được hấp vừa chín tới, săn từng thớ thịt. Tách riêng thịt cá, lòng cá và xương, đầu. Xương, đầu cá giã nhỏ gói vào vải màn cho lên nồi nấu để lấy "nước ngọt". Còn thịt cá ướp tiêu, mắm, ớt, hành cho thơm.
Bánh canh cá lóc phải ăn khi đang thật nóng, khi ăn có thể cho thêm ớt bột loại cay, hành thái nhỏ, hạt tiêu, mì chính. Người ăn vừa "khoái khẩu" vì cọng bánh canh giòn, bùi, cá lóc thơm ngon, nước ngọt, lại vừa xuýt xoa toát mồ hôi vì ớt cay, càng ngon. 
Cá lóc và gạo, cả hai sản vật đều ở trên cánh đồng quê, không chỉ nuôi sống con người mà còn làm sang thêm danh tiếng các món ăn thuần việt bao đời.
Bánh canh cá lóc thường dùng như một món giữa buổi hoặc ăn khuya, và được bày bán từ khoảng xế chiều. Ăn thử một tô bánh sẽ cảm nhận được vị thơm dẻo của những sợi bánh canh trắng muốt, sự thơm giòn của từng miếng cá lóc cùng với nước lèo ngọt lừ. Tất cả hòa chung với nhau để tạo nên sự hấp dẫn của món ăn quê đầy bổ dưỡng mà vẫn giữ được nét "hương đồng gió nội".